# 西村春彦
西村 春彦（にしむら はるひこ、1969年5月13日 - ）は、日本の写真家。秋田県由利本荘市出身。日本写真芸術専門学校卒業。

## 経歴
秋田県本荘市（現在の由利本荘市）生まれ。本荘市立鶴舞小学校、本荘市立南中学校卒業後、秋田県立仁賀保高等学校普通科を卒業。1988年（昭和63年）日本大学芸術学部写真学科に受験するが不合格。高校卒業と同時に秋田から東京へと上京。1年間東京にて予備校に通いながら浪人生活を送る。後、日本写真芸術専門学校に入学。写真専門学校時代にカメラ雑誌『CAPA』編集部でアルバイト経験もある。
1991年（平成3年）日本写真芸術専門学校の最優秀賞を受賞し卒業。朝日新聞社出版局（現在の朝日新聞出版）の写真部の委託フリーカメラマンとして3年在籍する。1年目の途中から『週刊朝日』のモノクロ（活版）記事の取材写真などを撮影するようになり、徐々に取材カメラマンへと移行。『朝日ジャーナル』が休刊した際、最後のイベントを取材撮影し最終号の記事にクレジットが掲載されている。
1992年（平成4年）から『アサヒグラフ』『週刊朝日』『月刊朝日』『科学朝日』『アサヒカメラ』『アサヒパソコン』『PASO』『週刊百科シリーズ』などといった定期刊行物、各種雑誌や書籍など出版物の報道撮影やインタビュー撮影、ドキュメンタリー撮影を始め、あらゆる取材撮影、人物・ポートレート撮影、スポーツ撮影、風景・料理・製品撮影など様々なジャンルに携わる。
1994年（平成6年）4月、朝日新聞社出版写真部委託カメラマンの任期を終える。フリーカメラマンとして独立し、出羽三山の取材を独自に続ける。その取材の過程で黒川能に興味をひかれ1年を通して取材。1995年2月8日発売の朝日新聞社「アサヒグラフ」2/17号（通巻3797号）にて、表紙から巻頭特集15ページにわたり発表。
2000年、佐野元春の「佐野元春20周年アニバーサリー・ツアー」を「アサヒグラフ」で取材。大阪、札幌、新潟、福岡、東京・武道館の5カ所を同行取材。2000年3月29日発売『アサヒグラフ』4/7号（通巻4075号）にて、表紙から巻頭特集23ページにわたり、ライブ撮影、ポートレート撮影、オフショット、状況撮影などの写真を発表。また、2000年3月11日に日本武道館で行われた「佐野元春20周年アニバーサリー・ツアー」を収めたDVDのジャケット写真の一部などに自身の撮影した写真が採用されている。
委託期間を終えた独立以降の仕事としては、朝日新聞社の『アサヒパソコン』や『PASO』、学習研究社『CAPA』や姉妹誌の『VIDEO CAPA』など出版業界を中心に、様々な出版社や出版物などで撮影している。『VIDEO CAPA』は後に『デジタルCAPA』、『デジキャパ!』へと誌名が変更されるが、『デジタルCAPA』時代から新製品カメラでの作例写真撮影や、カメラのインプレッション記事、製品紹介記事、撮影テクニックの解説記事などの執筆もするようになり、『CAPA』やカメラや写真関連のムックや書籍などでも原稿の執筆や作例撮影、解説用の比較作例などにも携わるようになる。インプレスのデジカメWatchなどのインターネット媒体でも撮影テクニックの解説記事を執筆。
2013年6月13日、エインズレイ・ジャパン主催の『エインズレイファミリーLesson』にて「プロカメラマン直伝　ブログやフェイスブックにも使える!上手なテーブルフォトの撮り方」と題したフォトセミナーの講師を務めた。
写真家としては出羽三山の取材をライフワークとして続けている。自身も出羽三山神社の山伏修行に入り、「春峰」の山伏名、先達号を持つ。2003年3月13日発売学習研究社『週刊神社紀行』3/20号（通巻18号）「出羽三山神社」にて、自身が所有する写真を表紙、ほか誌面で全5点を使用される。同年9月11日発売の朝日新聞社週刊百科シリーズ「日本遺産」47号「出羽三山」にて、表紙、ほか自身が撮影し所有する出羽三山の写真や、新たに取材して撮り下ろした写真、山伏修行体験記事同行取材撮影などを発表。2005年2月20日発売の至文堂『日本の美術3』No. 466「山岳信仰の美術　出羽三山」にて、表紙ほか誌面で写真を数10点発表。2006年には出羽三山神社からの依頼で、祭事を中心とする記録写真撮影を年間通して行った。出羽三山神社のカレンダーには写真が数回採用され頒布されている。

## 著書
- デジタル一眼 そこが知りたい! 解決ハンドブック（2011年、技術評論社） - 工藤智道、澤村徹、吉住志穂、吉森信哉との共著
- Nikon1 V1 基本&応用撮影ガイド（2012年、技術評論社） - 北村智史、吉森信哉との共著